# Benidoleig
Benidoleig község Spanyolországban, Alicante tartományban. Lakosainak száma 1219 fő (2024). Benidoleig Alcalalí, Beniarbeig, Benimeli, Orba, Pedreguer, El Ràfol d’Almúnia, Sanet y Negrals és Tormos (Spanyolország) községekkel határos.

## Népesség
A település lakosságának változását az alábbi diagram mutatja:
| Lakosok száma | 910  | 995  | 1113 | 1275 | 1305 | 1189 | 1117 | 1095 | 1166 | 1219 |
|               | 2001 | 2004 | 2006 | 2009 | 2011 | 2014 | 2016 | 2019 | 2021 | 2024 |